# Smith & Wesson Модель 12
Smith & Wesson (S&W) Модель 12 револьвер .38 Special компанії Smith & Wesson середнього розміру на рамці K. Це версія Моделі 10 з рамкою з алюмінієвого сплаву (яка також знана як M&P). Його випускали в період 1953 по 1986 зі стволами довжиною два (50,8 мм) та чотири (101,6 мм) дюйми. Його вага становила 19 oz (524 г) порожнього. Перші моделі мали алюмінієвий барабан.

## Варіанти
В 1953 році ВПС США замовили варіант S&W Military & Police Airweight з дводюймовим стволом та алюмінієвим барабаном для екіпажів літаків, який отримав назву Револьвер, Легкий, Калібру .38 Special, M13. Було випущено 40000 револьверів Smith & Wesson M13. Після повідомлень про проблеми з барабаном та рамкою револьверів M13 та Colt Aircrewman, ВПС зробили спробу розв'язати цю проблему шляхом створення набою низького тиску .38 калібру — Калібр .38, Ball, M41. Але скарги продовжили надходити, тому чиновники ВПС вирішили не підходять для використання і тому модель було знято з озброєння, всі, крім кількох екземплярів, були зруйновані або знищені.
В 1953 році було випущено цивільний M13 під назвою Military & Police Airweight. В 1957 році цю назву було змінено на Модель 12 Airweight. Спочатку Military & Police Airweight мав алюмінієві барабан та рамку, і важив лише 14,5 унцій. Алюмінієвий барабан виявився не дуже міцним для стрільби стандартними набоями .38 Special, а тому в 1954 році S&W замінила всі барабани револьверів Airweight на сталевий, що збільшило вагу до 18 унцій.
Варіанти Моделі 12 12-1, 12-2 та 12-3 мали вужчий курок та мали алюмінієву рамку руків'я, яка була на 0,08-дюйма (2,0 мм) вужчою ніж стандартна рамка K. Фінальна версія Моделі 12-4, мала рамку K стандартного розміру. Крім того, він мав круглий торець руків'я.
- Пре-Модель 12: модель до появи нумерації. Він мав барабан зі сплаву та п'ять гвинтів з чотирма бічними гвинтами та з гвинтом перед спусковою скобою.
- Модель 12 (1957):
  - -1 (1962): Заміна стрижня екстрактора, прибирання гвинта перед спусковою скобою
  - -2 (1962): Розмір прицілу змінено з 1/10″ на 1/8″
  - -3 (1977): Газове кільце зі скоби на барабані
  - -4 (1984): Заміна тонкої рамки на рамку K

## Розробка та використання
Оскільки рамка Моделі 12 зроблена зі сплаву, не рекомендується використовувати набої +P оскільки рамка може розтягнутися під час стрільби. Це може відбутися після того, як ударник завдає удару по капсулю. Ранні моделі мають алюмінієві барабани, а тому такі потужні набої не можна використовувати.
Модель 12 зі стволом довжиною два дюйми називають також короткоствольний. Детективи та інші правоохоронці полюбляють короткоствольні револьвери, які пристосовані для прихованого носіння, легші за моделі з довгими стволами. Крім того, деякі офіцери носять револьвер Модель 12 у якості додаткового до основної зброї.
Часто воронення Моделі 12 стирається з віком, але це не впливає на роботу або на приховане носіння. Важливою заводською відзнакою револьвера Mod-12 є штамп на рамі всередині скоби. Крім того, на скобі нанесено серійний номер револьвера, який повторюється на торці. Модель 12 є поширеною на ринку і широко колекціонується. Як і з більшістю старих револьверів, професійний зброяр повинен перевірити функціональність перед покупкою.